# Порой (Бургасская область)
Порой (болг. Порой) — село в Болгарии. Находится в Бургасской области, входит в общину Поморие. В некоторых дореволюционных источниках, например в «Военной энциклопедии Сытина», данный населённый пункт описан под названием Капоран.
Население составляет 931 человек.

## Политическая ситуация
В местном кметстве Порой, в состав которого входит Порой, должность кмета (старосты) исполняет Георги  Неделчев Лефтеров (Движение за права и свободы (ДПС)) по результатам выборов правления кметства.
Кмет (мэр) общины Поморие — Петыр Георгиев Златанов (независимый) по результатам выборов в правление общины.